# Vincenzo Noto
Vincenzo Noto (Bisacquino, 21 agosto 1944 – Palermo, 18 dicembre 2013) è stato uno scrittore, religioso e giornalista italiano missionario in Africa.

## Biografia
Monsignor Vincenzo Noto nasce a Bisacquino il 21 agosto 1944, da Rosario Noto e Teresa Campisi, primo di quattro figli.
Sin da piccolo si avvicina alla fede cattolica, frequentando la Chiesa di S. Giovanni Battista di Bisacquino, dove diventa ministrante e fanciullo di Azione Cattolica. Entra poi nel Seminario arcivescovile di Monreale, dove studia fino alla licenza liceale. A metà degli anni sessanta, continua gli studi di specializzazione presso il Pontificio Seminario Romano Maggiore, e successivamente si laurea in teologia all'Università Lateranense, prendendo anche la licenza in diritto canonico; consegue inoltre la laurea in scienze politiche presso la Luiss di Roma. È stato anche insegnante di religione a Roma e il 19 marzo 1969, presso la Chiesa del Carmine di Bisacquino, diventa sacerdote. 
Per diversi decenni è entrato nel campo giornalistico collaborando con giornali come l'Osservatore Romano, Avvenire e Jesus. Diventa anche redattore del Giornale di Sicilia e il direttore del settimanale cattolico Novica e dell'agenzia Mondo Cattolico di Sicilia. Come scrittore, ha invece pubblicato 18 libri riguardanti temi religiosi e politici. Durante le sue missioni in Tanzania e altri paesi poveri in Africa, ha contribuito a costruire varie opere edilizie, tra cui la Casa del Buon Smaritano a Ilula (in cui vengono accolti tuttora centinaia di bambini), una scuola agraria, un nuovo asilo nel villaggio di Iquwala e la scuola elementare e media "Noto Rosario Kihonda" a Morogoro, intitolata al padre.
Dal 1997 al 2002 è stato Vicario generale della diocesi di Monreale e dal 2003 al 2013 ha assunto la carica di direttore della Caritas diocesana monrealese. Da direttore della Caritas ha collaborato per l'apertura di un doposcuola gratuito e di una ludoteca; ha coperto anche l'ufficio di professore in Seminario, di mansionario del Duomo e di cancelliere della Curia arcivescovile. Dal 2012 prosegue il suo lavoro a Monreale, nonostante il peggioramento delle sue condizioni di salute a causa della sclerosi laterale amiotrofica.
Muore il 18 dicembre 2013 nella sua casa a Palermo. I funerali si sono svolti due giorni dopo presso il Duomo di Monreale, a cui ha reso omaggio l'allora sindaco di Palermo Leoluca Orlando e l'allora Giudice della Corte Costituzionale Sergio Mattarella.

## Opere

### Romanzi e manuali
- L'incontro. Cristo resta a Palermo, Edizioni Malù, 1980
- Giubileo dei lavoratori. Strumento di preparazione, Arcidiocesi di Monreale, 2000
- Il testamento di Gesù. Le ultime sette parole, I Quaderni di CNTN, 2003
- I "come" del Vangelo. Dna del cristiano, Abadir, 2005
- Oggi come allora. Via Crucis, Edizioni Paoline, 2008
- Vendiamo grazie a Dio, Ila Palma, 2008
- Zaccheo, Il Villaggio dell'Emiro, 2012

### Saggistica
- Creazione e lavoro, Coines, 1972
- Capitalismo. Stato e magistero sociale, Istituto di Magistero Sociale "Luigi Sturzo", 1977
- I cristiani oltre i partiti. Materiale per una riflessione sulle forme dell'impegno politico, Istituto di Magistero Sociale "Luigi Sturzo", 1981
- Ritorna la speranza, Mondo Cattolico di Sicilia, 1988
- Maria e lo Spirito Santo. Una riflessione teologico-spirituale, Edizioni Co. Edi., 1998
- Da Cristiani nella politica, Edizioni "Il Pantocratore", 2001

### Biografie
- Un Vescovo tra noi, Giornale di Sicilia, 1984
- Santa Rosalia, Edizioni Paoline, 2008
- Chiesa e mafia. Salvatore Pappalardo, un cardinale in prima linea, Ila Palma, 2009
- Da sacerdote tra i mafiosi. Il caso di Padre Mario Frittitta, Ila Palma 2010
- Il cardinale Salvatore Pappalardo. Nel ricordo di..., Amen, 2011